# Nakourtenga
Nakourtenga est une localité située dans le département de Boussouma de la province du Sanmatenga dans la région Centre-Nord au Burkina Faso.

## Géographie
Nakourtenga est situé à 1,5 km au nord-ouest de Fatin, à 14 km à l'est de Boussouma, le chef-lieu du département, et à environ 30 km au sud-est du centre de Kaya, la principale ville de la région. Le village se trouve à 6 km à l'ouest de la route nationale 15 reliant Kaya à Boulsa.

## Économie
L'activité du village est essentiellement agro-pastorale

## Éducation et santé
Le centre de soins le plus proche de Nakourtenga est le centre de santé et de promotion sociale (CSPS) de Fatin tandis que le centre médical avec antenne chirurgicale (CMA) de la province se trouve à Boussouma et que le centre hospitalier régional (CHR) est à Kaya.
Le village possède une école primaire publique et un centre d'alphabétisation.